# Prionopetalum pulchellum
Prionopetalum pulchellum är en mångfotingart som beskrevs av Kraus 1960. Prionopetalum pulchellum ingår i släktet Prionopetalum och familjen Odontopygidae. Inga underarter finns listade i Catalogue of Life.